# Кэмпбелл, Джон, 9-й герцог Аргайл
Сэр Джон Ду́глас Са́терленд Кэ́мпбелл, 9-й герцог Аргайл (англ. John Douglas Sutherland Campbell, 6 августа 1845, Лондон — 2 мая 1914) — британский аристократ и государственный деятель, KG, KT, GCVO, GCMG, 4-й генерал-губернатор Канады с 1878 по 1883 год.
С 1847 по 1900 год он носил титул учтивости — маркиз Лорн.

## Биография
Джон Дуглас родился 6 августа 1845 года в Лондоне, являясь первенцем в семье Джорджа Кэмбелла, маркиза Лорна и его супруги Елизаветы Левесон-Гауэр, дочери Джорджа Левесон-Гауэр, 2-го герцога Сазерленда. С момента рождения Джон Дуглас получил титул учтивости — граф Кэмпбелл, в 1847 году его отец принял титул 8-го герцога Аргайла, а сыну присвоили титул учтивости — маркиз Лорн, под которым он был известен до 1900 года, когда сам стал герцогом Аргайлом.
Получал образование в Эдинбургской академии, Итонском, Сент-Эндрюсском и Тринити-колледжах, а также окончил Королевский колледж искусств.
26 мая 1879 он торжественно открыл картинную галерею Art Association of Montreal (которая впоследствии станет Монреальским музеем изобразительных искусств) в Скуэр-Филипс — первом в истории Канады здании, построенном специально для размещения коллекции искусства.
Он был женат на четвёртой дочери королевы Виктории принцессе Луизе.
Затем с 1892 по 1914 он был комендантом и коннетаблем Виндзорского замка. С 1868 по 1878 и с 1895 до смерти его отца 24 апреля 1900 он заседал в Палате общин.

## Титулатура
- 9-й герцог Аргайл (с 24 апреля 1900)
- 2-й герцог Аргайл (с 24 апреля 1900)
- 6-й барон Гамильтон из Хэмилдона (с 24 апреля 1900)
- 5-й барон Саундбридж из Кумбанка (с 24 апреля 1900)
- 11-й баронет Кэмпбелл из Ланди, Форфаршир (с 24 апреля 1900)
- 12-й лорд Кинтайр (с 24 апреля 1900)
- 9-й граф Кэмпбелл и Коуэл (с 24 апреля 1900)
- 9-й виконт Лохоу и Гленила (с 24 апреля 1900)
- 9-й маркиз Кинтайр и Лорн (с 24 апреля 1900)
- 18-й лорд Лорн (с 24 апреля 1900)
- 19-й лорд Кэмпбелл (с 24 апреля 1900)
- 9-й лорд Инверэри, Малл, Морверн и Тири (с 24 апреля 1900)
- 18-й граф Аргайл (с 24 апреля 1900).